# Henry Wells
Pour les articles homonymes, voir Henry Wells (général) et Wells.
Henry Wells (12 décembre 1805 – 10 décembre 1878) est le cofondateur avec William Fargo de la société Wells Fargo. 
En 1841, Henry Wells crée une entreprise de transport de fonds dans l’État de New York.
En 1850, cette entreprise prend le nom d’American Express.
Il a également donné son nom à un collège de jeunes filles à Aurora dans le comté de Cayuga dans l'État de New York.